# Vivien Crea
Vivien S. Crea (Seúl, 1952) fue la 25.a vicecomandante de la Guardia Costera de los Estados Unidos bajo el Almirante Thad W. Allen.  Crea obtuvo la segunda posición más alta en la Guardia Costera, y es la primera mujer en conseguirlo. Es excomandante del Área Atlántica de la Guardia Costera, y fue confirmada por el Senado a su puesto histórico en junio de 2006. Crea se jubiló el 7 de agosto de 2009, y fue reemplazada por el vicealmirante David Pekoske.
Crea era la primera mujer en conseguir rango de bandera en la Guardia Costera de Estados Unidos.
En 2010, se convirtió en la primera aviadora de la Guardia Costera en ser incluida en el Pionero Paseo de la Fama Mujeres en la Aviación Internacional.

## Pasado y educación
Crea consiguió su Máster en el Instituto Tecnológico de Massachusetts, así como otro por la Universidad de Míchigan Central, y un Grado en la Universidad de Texas en Austin.

## Carrera
Como Teniente Comandante, se convirtió en la primera mujer de cualquier servicio, así como en la primera miembro del servicio de la Guardia Costera de los EE. UU. en servir como Ayudante Militar Presidencial, donde llevó el fútbol nuclear para el presidente Ronald Reagan durante tres años.
Crea asumió el mando del Área Atlántica de la Guardia Costera el 16 de julio de 2004. Esta publicación es el comandante operativo de todas las actividades de la Guardia Costera en un área de responsabilidad que abarca cinco distritos de la Guardia Costera, más de 36,000,000 km² cubriendo el este y el medio oeste de los Estados Unidos desde las Montañas Rocosas hasta Maine y México, cruzando el Atlántico y atravesando el Mar Caribe, involucrando a más de 33,000 empleados militares y civiles, y 30,000 auxiliares. Ella sirvió concurrente mente como Comandante de la Fuerza de Defensa de la Guardia Costera del Este. 
Crea anteriormente sirvió como Comandante, Primer Distrito de la Guardia Costera, supervisando todas las operaciones de la Guardia Costera en el noreste de los Estados Unidos, desde la frontera entre Maine-Canadá hasta el norte de Nueva Jersey. Antes de eso, trabajó como directora de información y tecnología de la Guardia Costera y supervisó el programa de Investigación y Desarrollo de la Guardia Costera.
Las asignaciones anteriores incluyen el Jefe de la Oficina de Programas en la Sede de la Guardia Costera, el Comandante de la Estación Aérea Clearwater, el Asistente Ejecutivo del Comandante de la Guardia Costera; Comandante de la estación aérea de Detroit; Oficial de Operaciones, Estación Aérea Borinquen, Puerto Rico; Ayudante de la Guardia Costera al presidente Reagan; y muchas otras asignaciones operacionales. Como aviador de la Guardia Costera, el vicealmira Crea ha pilotado el helicóptero C-130 Hércules, el helicóptero Dolphin HH-65 y el jet Gulfstream II.
Crea was commissioned an Ensign in the Coast Guard Reserve upon graduation from Officer Candidate School (OCS) at Reserve Training Center, Yorktown, Virginia in December, 1973.

### Premios militares
| Insignia del aviador de la Guardia Costera                                 |                                                                            |                                                                            |                                                                                  |                                                                                  |                                                                                  |                                                                            |                                                                            |                                                                            |
| Medalla de Servicio Distinguido de Seguridad Nacional                      |                                                                            |                                                                            |                                                                                  |                                                                                  |                                                                                  |                                                                            |                                                                            |                                                                            |
| Medalla por Servicio Distinguido de los Guardacostas                       | Medalla por Servicio Distinguido de los Guardacostas                       | Medalla por Servicio Distinguido de los Guardacostas                       | Medalla del Servicio Superior de Defensa                                         | Medalla del Servicio Superior de Defensa                                         | Medalla del Servicio Superior de Defensa                                         | Legión al Mérito con 3 Estrella de 5/16 pulgadas                           | Legión al Mérito con 3 Estrella de 5/16 pulgadas                           | Legión al Mérito con 3 Estrella de 5/16 pulgadas                           |
| Medalla de servicio meritorio                                              | Medalla de servicio meritorio                                              | Medalla de servicio meritorio                                              | Medalla de encomio de la Guardia Costera con Dispositivo Distinguido Operacional | Medalla de encomio de la Guardia Costera con Dispositivo Distinguido Operacional | Medalla de encomio de la Guardia Costera con Dispositivo Distinguido Operacional | Medalla de Logro de la Guardia Costera con 1 Estrella de 5/16 pulgadas     | Medalla de Logro de la Guardia Costera con 1 Estrella de 5/16 pulgadas     | Medalla de Logro de la Guardia Costera con 1 Estrella de 5/16 pulgadas     |
| Galón Carta de felicitación del Comandante con 3 Estrella de 5/16 pulgadas | Galón Carta de felicitación del Comandante con 3 Estrella de 5/16 pulgadas | Galón Carta de felicitación del Comandante con 3 Estrella de 5/16 pulgadas | Premio a la Unidad Sobresaliente del Secretario de Transporte                    | Premio a la Unidad Sobresaliente del Secretario de Transporte                    | Premio a la Unidad Sobresaliente del Secretario de Transporte                    | Encomienda de la Unidad de Guardia Costera con 2 Estrella de 5/16 pulgadas | Encomienda de la Unidad de Guardia Costera con 2 Estrella de 5/16 pulgadas | Encomienda de la Unidad de Guardia Costera con 2 Estrella de 5/16 pulgadas |
| Servicio Meritorio de la Guardia Costera con 3 Estrella de 5/16 pulgadas   | Servicio Meritorio de la Guardia Costera con 3 Estrella de 5/16 pulgadas   | Servicio Meritorio de la Guardia Costera con 3 Estrella de 5/16 pulgadas   | Meritoria mención del equipo                                                     | Meritoria mención del equipo                                                     | Meritoria mención del equipo                                                     | Unidad de Bicentenario de la Guardia Costera                               | Unidad de Bicentenario de la Guardia Costera                               | Unidad de Bicentenario de la Guardia Costera                               |
| Medalla de Servicio en la Defensa Nacional con 2 Estrella de servicio      | Medalla de Servicio en la Defensa Nacional con 2 Estrella de servicio      | Medalla de Servicio en la Defensa Nacional con 2 Estrella de servicio      | Medalla del Servicio Humanitario con 2 Estrella de servicio                      | Medalla del Servicio Humanitario con 2 Estrella de servicio                      | Medalla del Servicio Humanitario con 2 Estrella de servicio                      | Galón Transportación 9-11                                                  | Galón Transportación 9-11                                                  | Galón Transportación 9-11                                                  |
| Galón de Servicio de Operaciones Especiales con 2 Estrella de servicio     | Galón de Servicio de Operaciones Especiales con 2 Estrella de servicio     | Galón de Servicio de Operaciones Especiales con 2 Estrella de servicio     | Medalla de Experto en Rifle                                                      | Medalla de Experto en Rifle                                                      | Medalla de Experto en Rifle                                                      | Medalla de Experto en Pistola                                              | Medalla de Experto en Pistola                                              | Medalla de Experto en Pistola                                              |
| Medalla de Servicio Presidencial                                           | Medalla de Servicio Presidencial                                           | Medalla de Servicio Presidencial                                           | Medalla de Servicio Presidencial                                                 | Medalla de Comandante                                                            | Medalla de Comandante                                                            | Medalla de Comandante                                                      | Medalla de Comandante                                                      |                                                                            |

Durante el mandato de Crea como Vice-Comandante, ella ostentó el título de Ancient Albatross, el aviador en servicio que más tiempo lleva en la Guardia Costera.